# Cabezo Negro de Zeneta
Der südöstlich von Zeneta gelegene Cabezo Negro de Zeneta ist ein bedeutender Vulkan in der Region Murcia. Sein Lamproitgestein gehört zur südostiberischen Vulkanprovinz. Er entstand vor 8,1 Millionen Jahre BP im Tortonium.

## Geologische Einführung
Der Vulkankomplex des Cabezo Negro de Zeneta – zu deutsch Schwarzkopf von Zeneta, so benannt wegen seines dunklen Lamproitgesteins – liegt im Übergangsbereich zwischen den neogenen, postorogenen Einbruchsbecken von Bajo Segura und Murcia-Cartagena. Die intrudierten Beckensedimente gehören zur Torremendo-Formation und bestehen aus Mergeln, zwischengeschalteten Sandsteinen und örtlichen Konglomeraten. Sie konnten mittels planktonischer Foraminiferen dem Tortonium (11,6 bis 7,25 Millionen Jahre BP) zugewiesen werden. Diese ursprünglich pelagischen Becken waren mit Beginn des Tortons zusehends verflacht und unter Ausfällen von Evaporiten schließlich trockengefallen – noch vor Einsetzen der eigentlichen Salinitätskrise des Messiniums.

## Beschreibung
Der Cabezo Negro befindet sich etwa 4 Kilometer ostsüdöstlich von Zeneta, rund 15 Kilometer ostsüdöstlich von Murcia und liegt in unmittelbarer Nähe der Grenze zur Provinz Valencia. Der Vulkan bildet eine nach Norden gekippte, 1000 Meter lange und etwa 500 Meter breite Pultscholle, deren steile Süd- und Westseite teils unter Säulenabsonderung  nahezu vertikal abfällt. Er erreicht im Zentrum 203, im Westen 190 und im Osten 150 msnm.  Sein dunkles, namensverleihendes Lamproitgestein hebt sich deutlich von den hellgefärbten miozänen Sedimenten entlang seiner Basis ab.

## Stratigraphie
Die stratigraphische Abfolge am Cabezo Negro lässt sich wie folgt gliedern (vom Hangenden zum Liegenden):
- Verwerfungsbrekzien
- massige Vulkanite mit Sedimenteinschlüssen
- massige Vulkanite
- vulkanosedimentäre Brekzie (Peperite)

Gänge aus massigen Vulkaniten können die gesamte Abfolge durchschlagen.

### Vulkanosedimentäre Brekzie

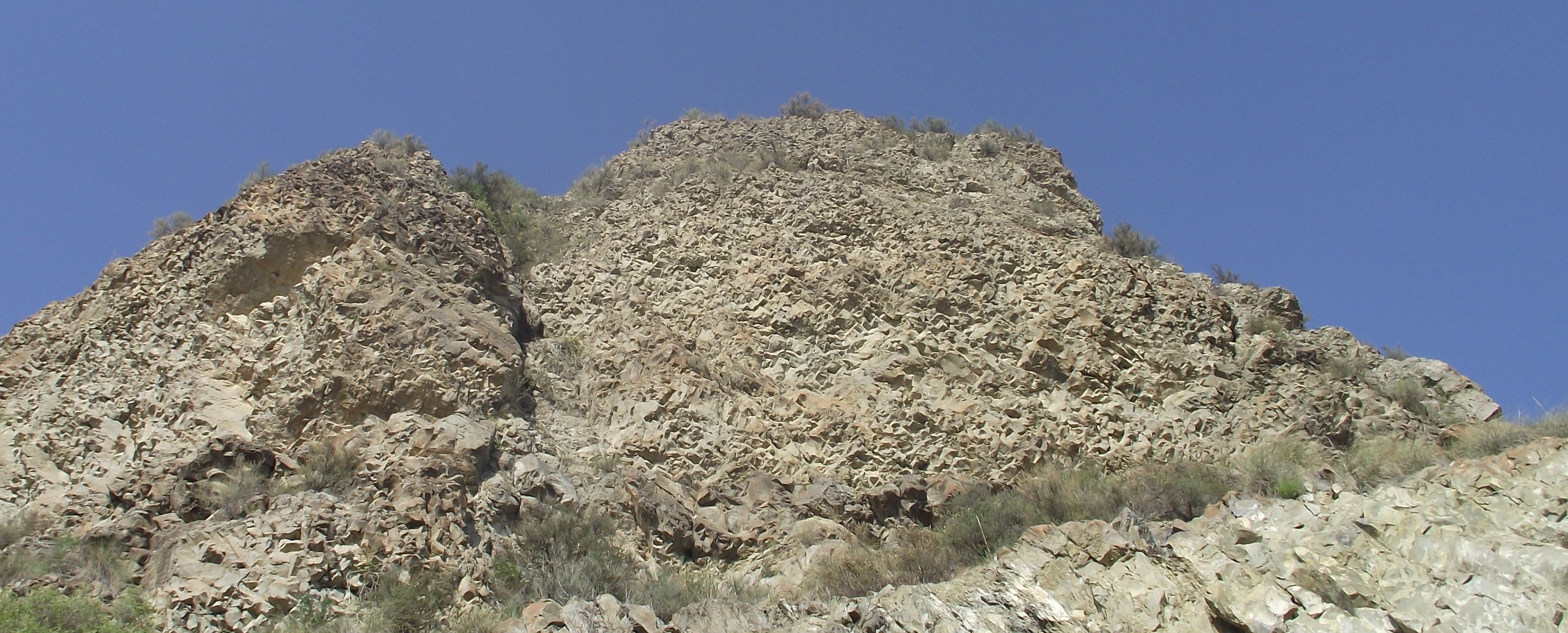
Detailaufnahme des Cabezo Negro de Zeneta: massige Vulkanite über vulkanosedimentärer Brekzie (Vordergrund)

Die vulkanosedimentären Brekzien sind als typische Peperite zu interpretieren und sie stellen am Cabezo Negro die mächtigste und am weitesten verbreitete Einheit. Sie finden sich immer an der Basis oberhalb der miozänen Sedimente und werden ihrerseits von den massiven Vulkaniten überlagert. Weder sind sie geschichtet noch zeigen ihre Blöcke eine Einregelung. Ihre Mächtigkeit schwankt zwischen 40 Meter im Westen bis 15 Meter im Osten. Ihr Blockgehalt ist nicht konstant, im Westen beträgt er 30 bis 60 %, im Osten und im Hangenden bei vorherrschender Sedimentmatrix aber nur noch 5 bis 15 %. Auch die Blockgröße ist nicht einheitlich, sondern variiert vom Zentimeter- zum Meterbereich. Die vulkanogenen Blöcke sind in ihrem Inneren gebleicht, ihre Ränder zeigen aber keine Abschreckungserscheinungen. Als Phänokristalle lassen sich Phlogopit und Biotit, die in einer dunklen, feinkörnigen Grundmasse eingebettet sind, erkennen. Die umschließende Sedimentmatrix ist extrem feinkörnig, von gelb-oranger Farbe und aus fossilhaltigen, planktonische Foraminiferen führenden Mergeln hervorgegangen.

### Massige Vulkanite
Die massigen Vulkanite überlagern die Peperite konkordant, ondulierende Oberflächen werden dabei ausgeglichen. Sie sind von dunkelgrauer Farbe, kompakt und strukturlos und bauen die Hauptmasse des vulkanischen Gebäudes auf, unter anderem auch die Gipfelregionen. Sie führen bis zu 0,5 Millimeter große Phänokristalle von Phlogopit und Biotit, gelegentlich auch zersetzte Kristalle von Olivin und Klinopyroxen. Assoziiert mit dieser Fazies ist ein ausgedehnter Lavastrom mit Fließschichtung parallel zur Unterlage, welche im Süden des Vulkangebäudes flach einfällt, sich aber nach Norden bis hin zur Vertikalen versteilt.

### Massige Vulkanite mit Sedimenteinschlüssen
Diese Fazies tritt im Osten und im Zentrum des Vulkangebäudes auf. Die linsenförmigen Einschlüsse bestehen wie in den Peperiten aus Mergeln, sind aber nicht diffus verteilt, sondern lagig mit Bänken bis zu 50 Zentimeter Mächtigkeit. Im Liegenden finden sich wiederholte Bankfolgen, die aber hier nur 15 Zentimeter an Mächtigkeit erreichen. Zum Hangenden nimmt ihre Häufigkeit ab, es können aber noch vereinzelt bis zu einem halben Meter mächtige Sedimentpakete angetroffen werden. Ihre räumliche Lage reicht von horizontal bis hin zu vertikal.

### Verwerfungsbrekzien
Die beiden massigen Vulkanitfazies werden von Verwerfungen betroffen, an denen sich Brekzien aus massigen Vulkanitblöcken in situ bilden konnten. Diese Brekzien werden oft ihrerseits von sekundären hydrothermalen, Netzwerk bildenden Quarzadern durchzogen. Die steilstehenden Verwerfungen streichen im Zentralteil des Cabezo Negro N 160.
Überdies verlaufen steilstehende, N 170 streichende  Kluftscharen mit unregelmäßigem Abstand durchs gesamte Vulkangebäude. Im Osten sind vertikale, der Nordostrichtung folgende Gänge eingedrungen.

## Interpretation
Der Cabezo Negro de Zeneta kann in drei Evolutionsschritten erklärt werden. Die vulkanosedimentären Brekzien (Peperite) entstanden während einer ersten Intrusionsphase im flachmarinen Milieu. Sie sind das Produkt phreatomagmatischer Explosionen im Kontaktbereich Magma/unverfestigtes Sediment, entweder am Rand von Intrusionen oder unterhalb ausgetretener Lavaströme. Während der zweiten Intrusionsphase bildeten sich über den Peperiten die massigen Vulkanite. Ihre zum Hangenden immer geringer werdenden Sedimenteinschlüsse geben ein generelles Nachlassen der phreatomagmatischen  Explosionskraft zu erkennen. Die dritte Intrusionsphase fand subaerisch und relativ ruhig statt. Zwei massige, säulig absondernde Domstrukturen ohne interne Einschlüsse tauchten langsam aus dem Meer auf und entließen aus ihrem Innern den bereits erwähnten Lavastrom. Gegen Ende der magmatischen Tätigkeiten drangen dann anhand von Schwächezonen nochmals Gänge auf.  Nach Verfestigung und Abkühlung wurden die beiden Domstrukturen schließlich Opfer der spröden Deformation und von Störungen und Kluftscharen zerhackt.

## Mineralogie
Das Lamproitgestein des Cabezo Negro ist porphyrisch mit hypokristalliner Struktur. Es wird von sekundären Alterationsprozessen betroffen. In ihm treten folgende Minerale sowohl als Einsprenglinge als auch als Bestandteile der Grundmasse auf:
- Olivin (meist zersetzt) – 5 Volumenprozent
- Klinopyroxen – 8 Volumenprozent±
- Phlogopit und Biotit – 47 Volumenprozent
- Sanidin – 32 Volumenprozent

Akzessorische Minerale und Sekundärbildungen nehmen die restlichen 8 Volumenprozent in Anspruch, darunter Apatit, Magnetit, Zirkon und Monazit. Es erscheinen ferner für Lamproite so untypische Minerale wie Orthopyroxen, Sillimanit, aluminiumreicher Spinell, Plagioklas sowie Xenokristalle von Quarz.

## Datierung
Laut Soria und Kollegen (2005) stammen die intrudierten Beckensedimente aus dem mittleren bis oberen Miozän. Für die in Frage kommende Torremendo-Formation geben Soria und Kollegen (2008) das Zeitintervall oberes Tortonium bis unteres Messinium an.
Die Lamproitintrusion konnte von Duggen und Kollegen (2005) mittels der Ar-Ar-Methode an Phlogopit auf ein Alter von 8,08 ±0,03 Millionen Jahre BP datiert werden.